# نئوپلاسم کیست موسینی لوزالمعده

بروز نسبی نئوپلاسم‌های گوناگون لوزالمعده.

نئوپلاسم کیست موسینی لوزالمعده (انگلیسی: Pancreatic mucinous cystic neoplasm) یا به اختصار «MCN» نوعی ضایعهأ کیستی است که در درون لوزالمعده ایجاد می‌شود. در میان افرادی که تحت عمل جراحی برداشتن کیست لوزالمعده قرار گرفتند، حدود ۲۳ درصد موارد نئوپلاسم‌های کیستی موسینی بودند. این ضایعات خوش‌خیم هستند، اگرچه تعداد بسیاری از آنها در آینده به سرطان تبدیل می‌شوند. به این دلیل، جراحی باید در صورت امکان انجام شود. میزان بدخیمی موجود در این کیست‌های موسینی حدود ۱۰ درصد است. اگر برداشت جراحی پیش از ایجاد بدخیمی تهاجمی انجام شود، پیش‌آگهی عالی است. وسعت تهاجم تومور، مهم‌ترین عامل پیش‌آگهی در پیش‌بینی میزان بقای بیمار است.